# 笛吹 (小説)
『笛吹 － 或るアナーキストの死』（ふえふき － あるアナーキストのし）あるいは『笛吹 － 或る魂の歩み － Terra incognita　への』は、木々高太郎の長編小説。1938年、学芸通信社を通じて地方紙に連載された。初めて単行本に纏められたのは1948年3月で、世界社から刊行された。

## 解説
作者の自伝的な作品で、忠実なものではないにしても、若き日の悲しみと憤りを描いた青春の書である。
単行本刊行時の作者の「後記」に、以下のように記されている。
「僕が書いたものだというのですぐ殺人事件だと思っては困る。この小説は主人公及びその身近の二、三の人をのぞいて、あとは人物も時代も実在したもの、人間の魂の成長がやはり心ひくもの、謎にみちたものという見方からすれば、一つの推理小説とも言えるだろう」
作中に主人公の由利雄が二里半の道を通学したという記述があるが、笛吹川は作者のもっとも慣れ親しんだ川であり、白井河原村から甲府中学校へ通学するのに、はじめ三里の道を歩いて行き、のちに自転車通学をしたという。
本作でも、「恋慕」・「完全不在証明」・「胆嚢」・「女と瀕死者」同様、年上の女性への思慕の念が描かれている。

## あらすじ
中所由利雄は12歳の春に実父が家族をあげて渡米し、一人だけ伯父の田山宅に預けられていたが、1年後、鉱山の爆発のために家族が行方不明になり、そのことがきっかけで、ともに渡米していた三歳年上の樋口家の娘、朝子と出会った。その後、学制の変更が原因で、中学校へ進学した由利雄は4年の時に、村の小学校の教師になった朝子と再会し、同じ孤児の境遇に同情し合い、親交を持つようになった。
その年のクリスマス、朝子に誘われて教会のクリスマス会に参加した由利雄は、牧師の津山とともに講演をした早稲田大学の学生、畑井の話に感銘を受け、また同級生の薬袋等が会に参加していたことに驚く。その後、畑井に当てて手紙をしたためた由利雄は畑井を通じて「渋面」という雑誌を贈られ、その中のトルストイ研究の評論を通じて、社会主義者の山本飼山の名を知り、翌年の3月に山本に実際に会い、話を伺う機会を得た。
明治45年の19歳の年に、中学4年を首席で進級し、最上級の5年になって級長になった由利雄に、その年の入学試験の問題漏洩の疑惑がかかった。そのアリバイを証明する証人として飼山の名前を告げることが由利雄にはできなかったが、朝子のアドバイスで飼山に手紙を書いた。慌てて由利雄の元へやってきた飼山は彼の無実を新聞社に伝えるが、そのことがかえって、由利雄の立場を一層まずいものにしてしまった。
由利雄の苦境に朝子は教師を退職し、彼とともに東京へ行く決心を告げた。由利雄は伯父に無断で中学に退学届を出し、薬袋らに見送られて上京し、飼山の友人達の指導を受けて、専検を、さらに第一高等学校の試験を受けることになった。無事合格し、一高生となったが、その後、朝子との同棲が全寮委員たちに発覚し、1ヶ月で自主退学することになった。

## 登場人物
中所由利雄（なかぞ ゆりお）
物語の主人公。高等小学校一年→三年→中学二年生→五年生→第一高等学校一年。伯父の家に寄宿しており、高等小学校一年の時に家族が由利雄一人を残して渡米し、三年の時、13歳で家族の悲報を聞き、孤児となる。中学生の時は二里半の道程を徒歩で登校していた。中学二年時の担任、桜井からは奇妙な性格の子供だとみられており、成績も45人の生徒の中で下から三分の一に近いところにいたが、少しずつ良くなり、四年生の二学期には薬袋を追い越して首席になる。朝子の紹介で島崎藤村の『小諸なる古城のほとり』を教えてもらい、『藤村詩集』を読み、詩や和歌の教授を受けることになり、その代わりに朝子に英語を教えることになる。中学の英語教師の紹介でワシントン・アーヴィングの『スケッチ・ブック』に熱中し、原書を手にいれて読むようになる。中学五年の時は二組で、桜井のクラスで、成績順で組長に任命されるが、その直後、入試問題漏洩事件が発覚し、自身が手放した四年の国語の教科書から後述の切り拔きの手紙の文字を切り取ったと思しき形跡が発見され、その犯人と疑われる。結果、桜井から退学をすすめられ、朝子の勧めもあり、飼山を頼って上京することになる。東京では、飼山の勧めで笹川の下宿に寄宿することになり、第一高等学校入学後は、朝子と同棲する。一高退学後の翌年の4月に千葉医学専門学校に入試に合格して、千葉市に居を構える。
運命が自分に非なりとみると、ただちに旗をまいて、転戦の舞台を見いだすことができる性格で、そのことが災いにならぬかと、朝子は心配している。
樋口朝子（ひぐち　あさこ）
物語のヒロインで、由利雄の隣村の組合小学校の教師をしていた。由利雄とともにアメリカ合衆国へ渡った親を持つ。肺病に罹患し、由利雄を夫と決め、事実婚をし、由利雄の後見人になる。上京後、東京の小学校の教師になり、由利雄と同棲するが、そのことが由利雄の一高退学の原因となったことで、煩悶している。山本のことを危険視し、ほかの友人達は良いけれども、いつか由利雄を邪道に引き込むのではないか、と心配しており、後述する二条を山本に近づけさせないようにもしていた。由利雄からは朝べっちと愛称で呼ばれている。自身の病状については覚悟をしていたが、由利雄ときぬ子の仲を勘ぐるようにもなった。
薬袋（みない）
由利雄の同級生で、中学四年の時に由利雄にトップを奪われるまでは成績が首席だった。『スケッチ・ブック』を由利雄が読んでいたことで関心を抱くようになり、朝子と一緒に行ったクリスマス会に参加していた。由利雄の上京の日にきぬ子と駅で見送っており、その後、尾高家へ養子にはいり、のちに千葉の専門学校で由利雄と再会する。
桜井先生
中学2年、および5年の時の由利雄の担任。5年では二組の担任。由利雄が4年になってから急速に成績を伸ばし、かつ背が高くなったことに相関関係があるのかと思う。漏洩した試験問題事件に携わる。
中山
由利雄の中学の体操教師。綽名は盥（たらい）。由利雄が読んでいた「テラ・インコグニタ」を「盥を漕ぐ」と誤解する。尾高家の家庭教師を矢内に譲るまで続けており、その後も毎月の射礼は受けとっていた。
矢内
由利雄の中学の英語教師。体操教師の中山と親しく、彼の紹介で尾高家に家庭教師として出入りをしていた。前の年から妻を転地させたり、自身が病で倒れており、生活が苦しかった。ほかの教師からは気障に見える、英語の点数だけで生徒を落第させるという点で嫌われていた。事件の発覚する前の学期末に、尾高家から意味の分からない、年末賞与のような射礼を受けとっている。
山本飼山
この物語の主要人物。畑井俊二から由利雄に送られたパンフレット「渋面」に、トルストイ批判の一文を寄せていたことから由利雄の関心を惹く。畑井の紹介で、文通をすることになり、郷里へ帰る際に実際に会うに至る。朝子は、飼山と由利雄の交流をラヴレターのようだ、と語っていた。その面会した3月26日のことが問題になり、試験漏洩事件で疑われた由利雄を救うため、地元の新聞社に掛け合うが、そのことがかえって由利雄を苦境に陥れることになる。上京後の由利雄の専検高校受験、及び第一高等学校の家庭教師を同級生の中から工面し、自身も国語漢文を担当する。晩年はアナーキストを捨て、宗教に復縁しつつあった。早稲田大学文学部英文科を卒業し、由利雄たちが転居した後、疎遠になり、その年の11月5日、鉄道自殺をはかり、死去。
畑井俊二
早稲田大学の学生。クリスマス会でトルストイの『戦争と平和』について語る。上京後の由利雄の歴史地理の家庭教師を担当する。
笹川浩
帝国大学の学生。クリスマス会で、聖母マリアについて語る。上京後の由利雄の総合面及び数学・体育の家庭教師を担当する。
林漁村
飼山が手配した由利雄の英語・作文の家庭教師を担当する。痩せており、老人めいて、貧乏たらしい風貌をしている。由利雄に清沢満之や浩々洞、『歎異抄』、エマーソンを紹介する。実在の人物で、著者、木々高太郎（林髞）の縁戚にあたる。
金子大栄
浩々洞の講師。
二条
由利雄が一高で唯一得た友人。千葉の専門学校卒業後、彼の父の子爵と同行する形で由利雄は訪米することになった。
尾高きぬ子（おだか きぬこ）
県下第一の富豪の家の長女。朝子の女学生時代の同級生で親友。クリスマス会の時に活人画のマリヤを演じている。試験漏洩事件で由利雄たちの中学に合格した弟の入学試験の問題が全部、切り拔き文字で貼ってある手紙を受けとっている。由利雄の退学を自分の責任だと責めており、由利雄が千葉に移ってからは、婿養子にはいった薬袋とともに、たびたび由利雄に会うようになり、やがて関心を持つようにもなった。
石田
由利雄たちの中学のOBで、在学中は柔道部の主将をしていた。9年あけて中学を卒業している。卒業後は父祖の荒物屋をついでいる。試験漏洩問題を最初に摘発した。県会議員になる野望を抱いている。
一之瀬元次
おなじく由利雄たちの中学のOBで、石田より僅かに上級で、在学中は対抗的な関係だった。試験漏洩事件調査に関与する。樋口朝子の後見人だったこともあり、由利雄はその姿をクリスマス会で目撃している。前職は県庁の官吏で、由利雄や朝子の家族らのアメリカ移民事業に関与していたこともある。

## 補足
- 中島河太郎は、主人公の中所由利雄とヒロインの樋口朝子の関係から、年上の女性に対する恋情が木々高太郎の文学の特徴であり、この主題にこだわるのには、若き日の著者の体験にもとづくものかもしれないと推定している。また、作中に出てくる「テラ・インコグニタ」から、まだ見ぬ国、まだ発見されぬ土地への憧憬こそが主人公の由利雄の追求した者であり、著者の若き日からの精神の支柱となっているもので、深くじっくりと成果をあげるよりも、次々に「まだ見ぬ国」を性急に求めすぎた嫌いがないでも位、木々高太郎は新生面の開拓に倦むことなくつとめてきたとも評している[1]。
- 作中で、由利雄は朝子から詩作を教授されるが、著者も中学卒業後に詩人の福士幸次郎に手紙を出し、上京して師事しており、一二年してから改めて医科に進学している。また、由利雄がクリスマス会の後で届けられたパンフレットのタイトルは「渋面」だが、これは後年、著者の第一詩集の題名になっている[1]。